# Iwona Krupecka
Iwona Krupecka (ur. 1980 w Gdyni) – polska tłumaczka literatury hiszpańskojęzycznej.
Absolwentka filozofii oraz polonistyki na Uniwersytecie Gdańskim. Adiunkt w Instytucie Filozofii, Socjologii i Dziennikarstwa UG. Autorka książki Don Kichote w krainie filozofów: o kichotyźmie pokolenia '98 jako poszukiwaniu nowoczesnej formuły podmiotowości. Za tłumaczenie książki Dusputa w Valladolid 1550/1551 Bartolome de las Casasa, Juana Ginesa de Sepulvedy i Dominga de Soto została nominowana do Nagrody Literackiej Gdynia 2015. Laureatka Nagrody „Literatury na Świecie” 2014 w kategorii Nowa Twarz.